# Operace CIA v Indonésii
Operace CIA v Indonésii probíhaly od konce druhé světové války a vyhlášení nezávislosti Indonéské republiky. Na konci čtyřicátých let CIA začala budovat špionážní síť a sbírat informace. V padesátých letech bylo zřejmé, že Indonésie pod vládou prezidenta Sukarna nebude bezvýhradně spolupracovat se Spojenými státy v probíhající studené válce. Naopak ochota Sukarna spolupracovat s Komunistickou stranou Indonésie, Čínou a Sovětským svazem, vedla CIA k úsilí o jeho svržení a tím k podpoře klik antikomunistických armádních důstojníků. Roku 1958 CIA podpořila neúspěšný pokus o vojenský převrat vůči Sukarnovi. Ten poté odsoudil imperialismus a začal se orientovat na komunistické státy. CIA pokračovala v destabilizační operaci za využití psychologických operací.
V roce 1965 proběhl neúspěšný pokus o vojenský puč, z jehož organizace byla obviněna Komunistická strana Indonésie. Při pokusu o puč bylo zabito šest vysokých velících důstojníků armády. Puč byl ovšem potlačen. V reakci byl do velení armády dosazen generál Suharto, který poté vedl represivní kampaň proti komunistům a sympatizantům levice, která vyústila v masakry, při nichž bylo zabito 500 tisíc až milion lidí. Suharto se následně ve vojenském převratu chopil moci a zavedl antikomunistickou diktaturu, kterou CIA podporovala. V roce 1975 Suharto anektoval Východní Timor, což Spojené státy americké v tajnosti podpořily.

## Pozadí
Od začátku 19. století do druhé světové války byla Indonésie nizozemskou kolonií s názvem Nizozemská východní Indie. Nicméně Nizozemci se v oblasti pohybovali již od 17. století, kdy zde zakládali zejména obchodní a vojenské osady. V roce 1942, během druhé světové války, Indonésii obsadilo Japonsko. V letech 1945 a 1946 byly v Indonésii přítomny vojenské jednotky Spojeného království. Po válce byla vyhlášena nezávislá Indonéská republika. Nizozemci ovšem nezávislost neuznali a území si dále nárokovali. Proti Nizozemcům se tak zvedla vlna odporu a ustanovil se odboj, který proti nizozemské nadvládě bojoval (viz indonéská národní revoluce). Představitelé země současně vystupovali v Organizaci spojených národů, diplomaticky hájící své sebeurčení. Nizozemci nakonec nezávislost Indonésie v roce 1949 uznali.
Po vítězství národní revoluce byl prvním prezidentem Indonésie potvrzen Sukarno, který vládl v letech 1945 až 1967. Politologové jeho ideologii většinou označovali za směs nacionalismu, marxismu a politického islámu. Zpočátku Sukarno umožňoval soutěž politických stran, avšak roku 1957 vyhlásil přechod k modelu tzv. „řízené demokracie“. V praxi to znamenalo, že šedesát politických stran direktivně sloučil v jedenáct. Na základě tzv. principu gotong royong musely tyto strany povinně harmonicky spolupracovat. Byla zavedena cenzura, protestující byli uvězněni. Roku 1965 proběhl neúspěšný pokus o státní převrat, který zorganizovalo Hnutí 30. září, složené ze skupiny armádních důstojníků. Za pravého viníka ale byla označena Komunistická strana Indonésie (PKI). Armáda následně provedla vlnu masakrů, při kterých bylo zabito 500 tisíc až milion lidí, označených za členy PKI a další sympatizanty levice. V roce 1967 se moci chopil generál Suharto, který se na masakrech podílel a ten následně vládl Indonésii až do roku 1998.

## Historie

### Operace Iceberg (1945–1949)
Krátce po svržení atomové bomby na japonská města, což ukončilo druhou světovou válku s Japonskem, americký prezident Harry S. Truman podepsal s účinností k říjnu 1945 rozpuštění válečné zpravodajské služby Office of Strategic Services. Aktivní operace přešly do prozatímního řízení ministerstva války, kde došlo k vytvoření oddělení Strategic Services Unit. Úkolem zpravodajců bylo získávat informace o kapitulujících japonských jednotkách v Pacifiku a vyhledávat nezvěstné vojáky. Američané však současně využili těchto záchranných operací k vlastním cílům.
V září 1947 byla založena Ústřední zpravodajská služba (CIA), která současně vyhodnocovala informace i prováděla tajné operace. Od svého začátku byla CIA silně antikomunistická a za úkol si určila zastavení šíření komunismu ve světě. CIA proto využila záchranných operací v oblasti Indonésie, která v téže době bojovala o uznání své nezávislosti, k vytvoření špionážní sítě. V regionu Jihovýchodní Asie totiž probíhaly například čínská občanská válka nebo indočínská válka, ve kterých hrozilo vítězství komunistů. Region byl tedy v tomto ohledu velmi důležitý.
Ideu operace Iceberg nastínil William J. Donovan, ředitel Office of Strategic Services. Ten se domníval, že válka ukázala, že USA, které neměly standardní zpravodajskou službu, ale vytvořily ji jen na dobu války, výrazně zaostávají v této oblasti. Přesvědčil prezidenta Trumana o nutnosti a významu investic do zpravodajských operací. Američané se posléze rozhodli získat zpravodajskou kontrolu nad regionem, a to prostřednictvím operace Iceberg. Jejím plánovacím velitelem byl plukovník John G. Coughlin. Ten přišel s plánem vytvoření zpravodajských center v klíčových městech regionu – Singapuru, Jakartě a v Saigonu. V nich měly fungovat malé zpravodajské buňky, které měly sbírat informace o japonských válečných zločinech, politické situaci v zemi a hodnotě a stabilitě amerických majetků a investic v zemi. Proti plánu se ovšem postavili Nizozemci, kteří si nepřáli přítomnost USA v koloniích. Uváděli, že ve zpravodajské činnosti spolupracují již s Brity a budou ochotně poskytovat informace i Američanům. Nicméně Britové podpořili zapojení USA a Nizozemci museli operaci schválit.
V Jakartě (tehdy pod názvem Batávie) se operace chopil major Frederick E. Crockett, bývalý příslušník Office of Strategic Services. Crockett do Jakarty dorazil již v září 1945 a úkolem jeho týmu byl sběr informací a jejich vyhodnocování. Crockett však operaci řídil jen dva měsíce, než ho na žádost Britů odvolali, protože odmítal sdílet informace.

### 50. léta: Pokus o svržení Sukarna

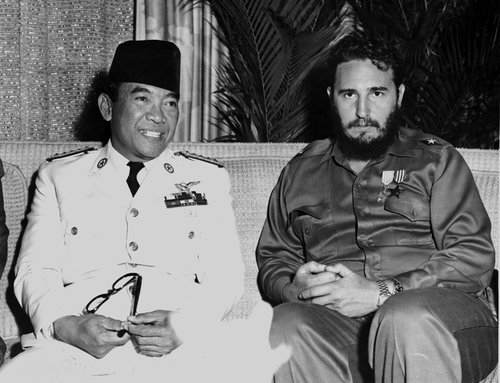
Prezident Sukarno a kubánský vůdce Fidel Castro (1960)

Na začátku padesátých let byla CIA přesvědčena o strategickém významu Indonésie. Čína se mezitím stala komunistickou republikou, Viet Minh uspěl a vznikl komunistický Severní Vietnam. Obdobný osud podle CIA čekal i Indonésii. Ta byla pro Západ strategickým bodem pro lodní dopravu, ale také pro svá ložiska ropy. Stabilita Indonésie nebyla zaručená. Jde o velkou zemi s velmi členitým územím a sdružující bezpočet etnik, vír a ideologií. Již od první poloviny 20. století byli v zemi aktivní komunisté. Vznikla Komunistická strana Indonésie (PKI), která se postupně stala, co do členské základny, třetí nejpočetnější na světě (po Číně a Sovětském svazu). Komunisté se během druhé světové války podíleli na domácím odboji proti Japoncům a po válce se zapojili do boje za nezávislost. I proto byli přizváni do první vlády. Nicméně došlo k pokusu o převrat a strana byla v roce 1948 zakázána. Ovšem prezident Sukarno ji znovu obnovil již v roce 1950. Strana měla tři miliony členů. Sám Sukarno nebyl komunistou, byl nacionalista, nicméně jeho vláda do značné míry na komunistech stála, jelikož dokázali mobilizovat lidovou podporu pro jeho akty. Výměnou Sukarno potlačoval antikomunismus. Kvůli této domácí situaci musel Sukarno delikátně balancovat v diplomatické realitě studené války. V roce 1956 odcestoval na státní návštěvu USA, odkud v podstatě odjel na státní návštěvu Sovětského svazu a Číny. Silně antikomunistická a vyhraněná administrativa Dwighta D. Eisenhowera si toto jednání vyložila jako fakt, že si Sukarno ve studené válce vybral komunistický blok.
Po roce 1956 CIA začala hledat, kdo by mohl nevyhraněného Sukarna ve funkci nahradit. Postupně začala podporovat několik klik armádních důstojníků. To vedlo v roce 1958 k neúspěšnému pokusu o vojenský státní převrat. O převrat se pokusila hnutí Permesta z ostrova Sulawesi a Revoluční vláda Indonéské republiky z ostrova Sumatra. Obě byla v opozici k rostoucímu vlivu komunistů. V září 1957 vydal Eisenhower pokyn k přípravě plánu na svržení Sukarna. Nicméně o záměru se dozvěděla sovětská rozvědka, která plán publikovala v indonéských novinách, které měla pod kontrolou. Nicméně CIA v přípravě operace pokračovala a vytvořila k tomu operační středisko na Filipínách. CIA navázala kontakt s povstalci ze Sumatry a Sulawesi a poskytla jim dodávky zbraní. V rámci psychologické operace také CIA financovala rozhlasové vysílání proti Sukarnovi. Pokus o státní převrat vypukl v únoru 1958, nicméně byl relativně rychle potlačen armádou věrnou vládě. Ředitel CIA Allen Dulles v posledním pokusu zvrátit neúspěch, nařídil zapojení pilotů CIA (z krycí společnosti Civil Air Transport) k bombardování cílů, což bylo v rozporu s rozkazem Eisenhowera, aby nedošlo k přímému nasazení amerických jednotek. Utajované zapojení USA bylo poté odhaleno po sestřelení amerického pilota Ala Popea, u kterého byly nalezeny inkriminující dokumenty o jeho misi. Šlo o největší neúspěch CIA od začátku jejího působení. Prezident Sukarno po potlačení převratu v Organizaci spojených národů odsoudil imperialismus. V důsledku západního vměšování se začal více orientovat na komunistický blok.

### 60. léta: Masakry komunistů a státní převrat

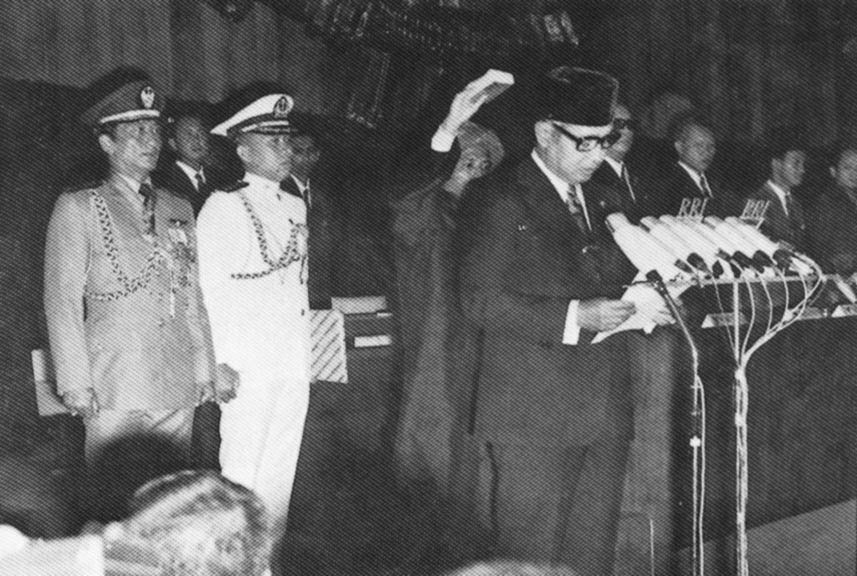
Generál Suharto skládá prezidentskou přísahu (1968)

Z dobových dokumentů CIA bylo zřejmé, že Američané na začátku šedesátých let věděli, že Indonésie měla soběstačnou a stabilní ekonomiku. Tím primárně nebylo možné spoléhat na potřebu závislosti na jedné z mocností. Jediné co Indonésie v tomto ohledu potřebovala, byly dodávky moderních zbraní. CIA se v této době obávala, že posilování vztahů se Sovětským svazem povede k obchodním dohodám na dodávání sovětských zbraní.
V roce 1961 se Sukarno rozhodl dobýt a anektovat Západní Novou Guineu, která byla stále v držení Nizozemců. Spojené státy americké, z obavy z dalšího posilování vlivu komunistů, se rozhodly tento záměr podpořit a vyvinuly diplomatický nátlak na Nizozemce, aby anexi akceptovali. V roce 1962 byla podepsána dohoda o předání území. Ta určila, že v roce 1969 bude uspořádáno referendum o budoucnosti území.
V roce 1962 CIA připravila zprávu o podezřelé sovětské výstavbě v Indonésii (tj. ve stejné době, kdy Sověti budovali raketová odpaliště na Kubě, což vedlo ke karibské krizi). Nicméně k dalším krokům toto nevedlo. Avšak v roce 1965 v další zprávě CIA byla popsána obava, zda Indonésie nezahájila vlastní jaderný program. Podle zprávy Indonésie jednala s Čínou o dodávkách materiálů a technologií. Sukarno se měl zajímat také o možnost nákupu čínských jaderných zbraní. V polovině šedesátých let se ovšem aktivity CIA v Indonésii utlumily, jelikož se soustředia na válku ve Vietnamu a doprovodné operace v Laosu.
Roku 1965 vypukly v Indonésii rozsáhlé masakry komunistů a příznivců levice, při kterých byl zabit až milion lidí. CIA popírala, že by se na masakrech podílela, nicméně několik dokumentů potvrzuje, že CIA hrála destabilizační a podvratnou roli ohledně Sukarna a zveličovala komunistické hrozby, čímž k masakrům přispěla. Současně se ukázalo, že CIA dodala pučistům seznam pěti tisíc lidí napojených na Komunistickou stranu, kteří se stali cílem masakrů. Z masakrů vyšel posílen generál Suharto, který se postupně chopil armádního velení. Suharto komunisty nesnášel a chtěl je všechny pozabíjet. Suharta do velení, po smrti jiných generálů, jmenoval Sukarno. Krátce poté Suharto Sukarna svrhl ve vojenském puči a zavedl diktaturu. Tím byly přerušeny vztahy s komunistickým blokem a Sovětský svaz zastavil ekonomickou a vojenskou pomoc Indonésii. Ta místo toho v roce 1967 spoluzaložila Sdružení národů jihovýchodní Asie (ASEAN).
Dne 17. října 2017 odtajněné dokumenty z amerického velvyslanectví v Jakartě z let 1963–1966 odhalily, že americká vláda nejenže měla podrobné znalosti o masakrech v době, kdy k nim docházelo (a vítala je), ale také aktivně masakry podporovala a usnadňovala s cílem prosazovat své geopolitické zájmy v regionu.

### 70. léta: Podpora invaze do Východního Timoru

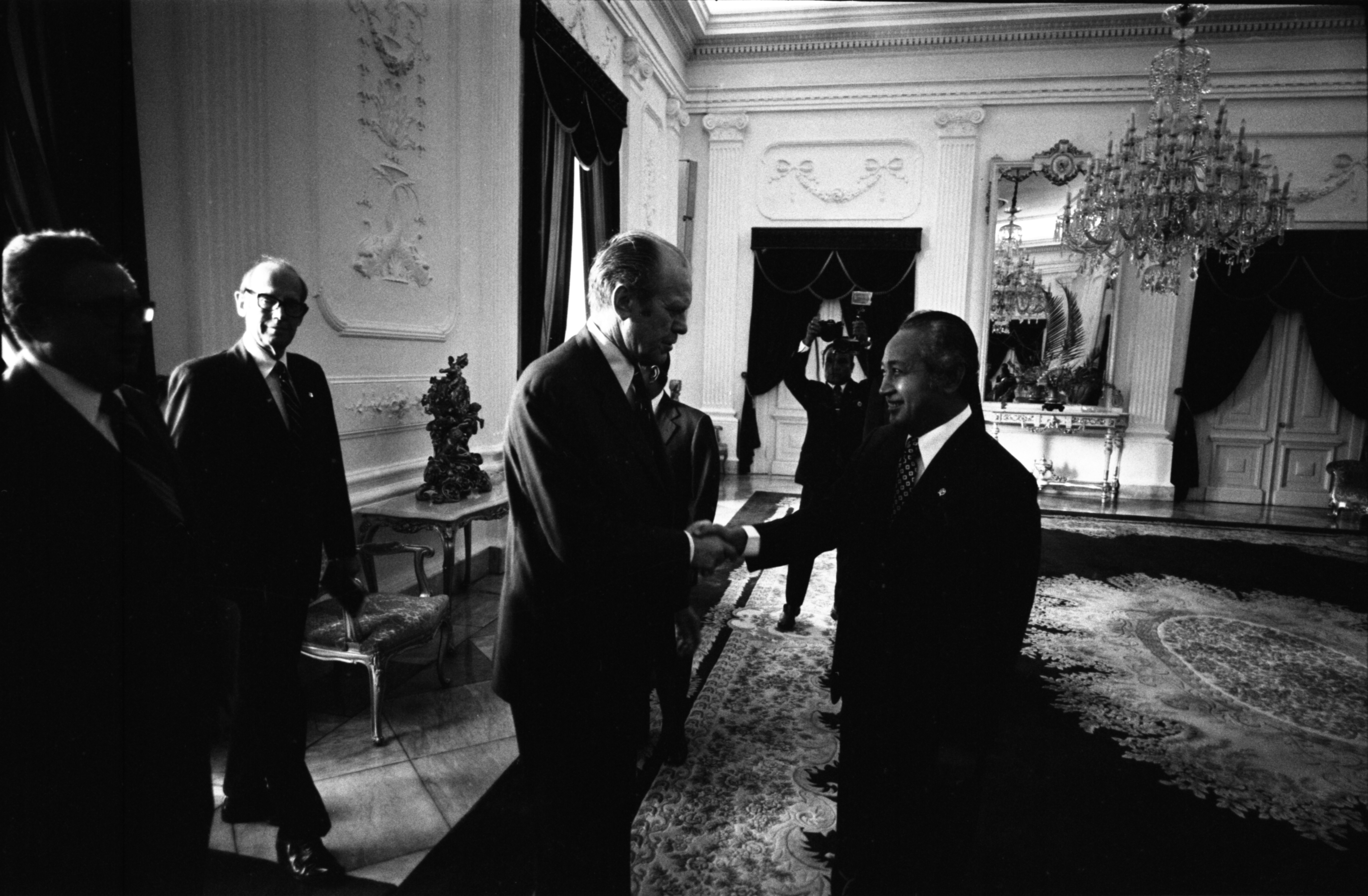
Prezident Suharto, americký prezident Gerald Ford a ministr zahraničí Henry Kissinger (prosinec 1975)

V roce 1975 získal Východní Timor v rámci dekolonizace nezávislost na Portugalsku. Suharto následně oznámil záměr anexe Východního Timoru a zahájil invazi. Před zahájením invaze se Suharto sešel s americkým prezidentem Geraldem Fordem a Henrym Kissingerem. Těm řekl, že povstalci ve Východním Timoru jsou „v podstatě komunisté“. Ford i Kissinger poté invazi podpořili. V roce 2006 byla ustanovena vyšetřovací komise k invazi. Komise shromáždila zdroje, dokumenty a informace o invazi a roli, kterou v ní sehrály různé mocnosti. Zpráva „...odhaduje, že až 180 000 obyvatel Východního Timoru bylo zabito indonéskými jednotkami nebo zemřelo na následky vynuceného hladovění a dalších příčin vyplývajících z okupace v letech 1975 až 1999. Kapitola 'Odpovědnost' podrobně popisuje primární roli indonéské armády a bezpečnostních sil, jakož i podpůrné role Austrálie, Portugalska, Spojených států, Organizace spojených národů, Spojeného království a Francie.“
Protikomunistický režim v Indonésii byl pro Spojené státy výhodný. USA proto přimhouřily oči nad indonéskou invazí do Východního Timoru, protože chápaly, že indonéští antikomunisté by mohli být prospěchem pro USA a pro zastavení šíření komunismu v Jihovýchodní Asii. Komise zjistila, že USA dodaly indonéské armádě zbraně a pronajaly letadla, což Indonésanům umožnilo převzít kontrolu a zabít tisíce obyvatel Východního Timoru. Tito lidé byli Indonésany vyhladověni a USA ignorovaly příčinu těchto úmrtí s tvrzením, že umírali kvůli suchu, ve skutečnosti byli úmyslně vyhladověni pomocí indonéské politiky a síly.